# Nathan Outteridge
Nathan James Outteridge OAM (* 28. Januar 1986 in Newcastle) ist ein australischer Segler.

## Erfolge
Nathan Outteridge nahm an drei Olympischen Spielen teil. 2008 startete er in Peking gemeinsam mit Ben Austin in der 49er Jolle und beendete den Wettkampf auf dem fünften Platz. Vier Jahre darauf ging er mit Iain Jensen an den Start, mit dem er die Regatta vor der neuseeländischen und der dänischen Crew auf dem ersten Platz abschloss, womit die beiden Olympiasieger wurden. Hierfür wurde er 2014 mit der Medaille des Order of Australia ausgezeichnet. Bei den Olympischen Spielen 2016 in Rio de Janeiro belegten sie hinter den Neuseeländern Peter Burling und Blair Tuke den zweiten Rang und sicherten sich so die Silbermedaille.
Bei Weltmeisterschaften gewann er mit Ben Austin 2007 in Cascais Bronze und wurde im Jahr darauf mit ihm Weltmeister in der 49er Jolle. Ab 2009 wurde er mit Iain Jensen bis 2015 dreimal Weltmeister, zweimal Vizeweltmeister und einmal Dritter. Eine weitere Silbermedaille gewann er 2018 in Aarhus mit seiner Schwester Hayley Outterridge in der Bootsklasse Nacra 17. 2013 und 2017 war er Crewmitglied von Artemis Racing beim America’s Cup.